# Різанина в Комсомольському

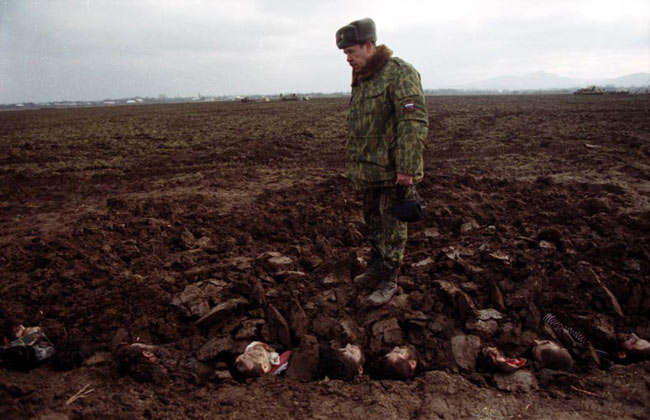
Братська могила з тілами чеченців, село Сааді-Котар (Комсомольське), 2000 рік

Комсомольська різанина — трагедія, що відбулась під час Другої чеченської війни в березні 2000 року після боїв за Комсомольське.
Важливою особливістю інциденту стала доля групи з близько 72 чеченських бійців, які здалися 20 березня за російською публічною обіцянкою амністії, але майже всі вони або загинули, або невдовзі «зникли».

## Різанина 2000-го року
За словами Оуена Метьюза, кореспондента Newsweek, який відвідав руїни Комсомольська незабаром після закінчення конфлікту, побачив останки принаймні 11 чеченських бійців, сказавши, що «зрозуміло, що багато хто не загинув у бою. Принаймні в одного були зв'язані руки важким тросом, а голова була розсічена лопатою; іншому відрізали язик. Ще трьом іншим відрізали вуха — російський солдат на місці події пожартував, що вони втратили вуха, «тому що вони занадто багато чули».
Піхотна школа армії США написала, що «працівники Міністерства надзвичайних ситуацій, яким було доручено вилучити трупи цивільних і доставити їх у сусіднє село Гойське для ідентифікації зібрали тіла, що лежали біля річки, деякі з яких були відрізані вуха, носи чи пальці. Не було відомо, хто понівечив тіла і чому».
Розмовляючи з провідною російською правозахисною організацією «Меморіал» у 2003 році, Рустам Азізов, уцілілий чеченський полонений, якому згодом довелося ампутувати руку через відсутність медичної допомоги, розповів, що під час ув'язнення зазнав жорстокого насильства, яке включало жорстокі побиття та тортури після того, як його доставили до «фільтраційний табір» в Урус-Мартані. Він також стверджував, що був свідком того, як поранених чеченців «розчавлювали гусениці танків, насмерть розбивали прикладами рушниць і навіть знаряддями для копання траншей» і як «підвали, куди ми везли наших поранених з відрізаними кінцівками, обстрілювали гранатами або підпалювали»., масового вбивства в'язнів, які здалися у відповідь на публічну пропозицію російського президента Путіна про амністію 20 березня, а також свідчення, як «зниклих безвісти» в'язнів змушують копати собі могили.
У 2008 році Prague Watchdog процитував свідчення «Аслана», який тоді вижив, в якому йдеться про те, що в'язнів «забивали до смерті, закопували живцем у землю, роздавлювали танками та бронетехнікою». Prague Watchdog прокоментував, що «багато тіл були невпізнаними, тому що вони були понівечені до невпізнання. Очевидці розповідали про трупи з відрізаними вухами та носами, виколоченими очима та відрізаними кінцівками. Але в офіційних звітах про федеральні „перемоги“ такі подробиці „війни з терором“ ніколи не згадувалися».

### Любительське відео
Любительське відео, датоване 21 березня 2000 року, було виявлено та оприлюднено в 2004 році Анною Політковською, журналістом-розслідувачем Нової газети. На ньому зернистий чорно-білий кадр показує велику групу оголених і напівголих чеченських в'язнів, які прийняли пропозицію Росії про амністію, більшість з них поранені; показані полонені — це переважно чоловіки та хлопчики — підлітки, у багатьох з них видимі необроблені рани, а в деяких відсутні кінцівки. Було дві жінки, які, на відміну від чоловіків, не мають слідів побиття, але їх відокремлюють і відводять після виходу з вантажівки. Переїжджаючи з однієї переповненої тюремної вантажівки в іншу, в'язні піддаються фізичному насильству з боку спецназу (спецназу) Міністерства юстиції Росії. Наприкінці кадру деяким із полонених наказують вивантажити своїх товаришів, які вже загинули під час транспортування. Потім кілька голих трупів витягують з вантажівки і кладуть купою біля залізничних коліїв. За словами Політковської, оприлюднення відео було ідеєю російського молодшого офіцера, який його записав, оскільки він сподівався, що це допоможе йому позбутися «кошмару, який продовжує його переслідувати». Для неї це відео нагадало «лише один образ, фільми з нацистських концтаборів».
Посилаючись на свідчення чеченських свідків, Політковська стверджувала, що тих ув'язнених, які були ще живі, відправляли до сумнозвісного слідчого ізолятора Чорнокозово, так званого «фільтраційного табору», де багато з них були піддані тортурам і вбиті охоронцями, а потім поховані іншими ув'язнених. Три сім'ї зниклих безвісти заявили, що впізнали своїх чоловіків серед зображених на відео людей, а Політковська написала, що на кадрах видно їх лише незадовго до вбивства. З трьох тих, хто вижив, відомих Політковській, двоє покінчили життя самогубством і один зник. Двох полонених чеченських бійців Пол Дж. Мерфі попередньо ідентифікував як Брілант Абукарівну (25) і Ліпу Білуєвну (23); згідно з документальним фільмом «Білі ворони: кошмар у Чечні», один із них був етнічним росіянином, але обидва мали чеченські імена. Абукарівна нібито була вбита вже під Комсомольським, а Білуєвна загинула на російській військовій базі в Ханкалі під Грозним.

## Події 1996 року
Раніше російські військовополонені були вбиті біля Комсомольського 12 квітня 1996 року в кінці Першої чеченської війни, коли чеченські повстанці стратили чотирьох полонених російських солдатів. Чеченський польовий командир Тимирбулатов Хасмагамадовіч, відомий як «Тракторист» («Тракторист»), і люди під його керівництвом здійснили масове вбивство і зняли весь процес на відео. Молодшого сержанта Павла Шаронова та рядового Олексія Щербатих перерізали, а рядового Сергія Мітряєва, особисто Тімірбулатова, та старшого сержанта Едуарда Федоткова застрелили.
За даними Інституту репортажів про війну і мир, «коли Росія вдруге вторглася в Чечню у вересні 1999 року, відеокасета стала потужною зброєю в пропагандистській війні Кремля. Його показали правозахисним організаціям по всій Європі, а також солдатам, які готуються до служби в охопленій війною республіці». Салаудін Тімірбулатов був схоплений у березні 2000 року в селі Дуба-Юрт, коли змушував місцевих жителів надавати їжу та житло пораненим бойовикам. Його судили за вбивство в 2001 році; за версією обвинувачення, Тімірбулатов згодом зізнався у розстрілі 1996 року та показав, де були поховані тіла. 15 лютого 2001 року Салаудін Тімірбулатов був засуджений до довічного ув'язнення.